# Psycho (포스트 말론의 노래)
"Psycho"는 포스트 말론의 노래이다. 피쳐링에는 래퍼 타이 달라 사인이 참여했다.

## 인증
| 국가                               | 인증        | 판매량/출하량 |
| ---------------------------------- | ----------- | ------------- |
| 오스트레일리아 (ARIA)              | 7× 플래티넘 | 490,000       |
| 벨기에 (BEA)                       | 골드        | 10,000        |
| 브라질 (Pro-Música Brasil)         | 2× 플래티넘 | 80,000        |
| 캐나다 (뮤직 캐나다)               | 9× 플래티넘 | 720,000       |
| 덴마크 (IFPI Danmark)              | 플래티넘    | 90,000        |
| 독일 (BVMI)                        | 골드        | 200,000       |
| 이탈리아 (FIMI)                    | 플래티넘    | 50,000        |
| 멕시코 (AMPROFON)                  | 골드        | 30,000        |
| 네덜란드 (NVPI)                    | 플래티넘    | 80,000        |
| 뉴질랜드 (RMNZ)                    | 플래티넘    | 30,000        |
| 포르투갈 (AFP)                     | 플래티넘    | 10,000        |
| 영국 (BPI)                         | 2× 플래티넘 | 1,200,000     |
| 미국 (RIAA)                        | 7× 플래티넘 | 7,000,000     |
| Streaming                          |             |               |
| 노르웨이 (IFPI 노르웨이)           | 플래티넘    | 60,000        |
| 판매량+스트리밍을 기반으로 한 인증 |             |               |